# Фискальные марки Тринидада и Тобаго

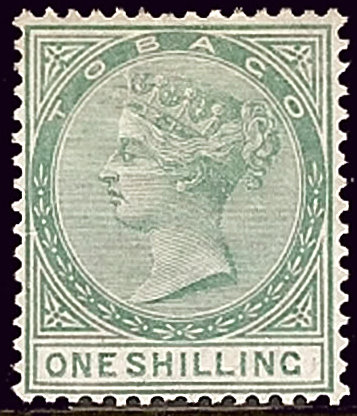
Марка номиналом в 1 шиллинг из первого выпуска фискальных марок Тобаго (1879)

Фискальные марки Тринидада и Тобаго, ранее бывших двумя отдельными британскими колониями, выпускались с 1879 года примерно до 1991 года.

## Выпуски отдельных островов

### Тобаго
Тобаго впервые выпустила фискальные марки в 1879 году, когда была эмитирована серия в составе шести номиналов от 1 пенни до 1 фунта стерлингов. В 1884 году эти марки были переизданы с другим водяным знаком. Третья серия из шести марок вышла в 1890 году с теми же номиналами в новых цветах. Некоторые фискальные марки Тобаго также годились для почтового обращения (выступая таким образом в качестве почтово-гербовых марок), пока не были доставлены почтовые марки с надписью англ. «POSTAGE» («Почтовый сбор»). На Тобаго использовались фискальные марки Тринидада с 1896 года вплоть до появления совместных выпусков в 1908 году.

### Тринидад
Первая фискальная марка Тринидада вышла в 1887 году и представляла собой почтовую марку 1883 года номиналом в 1 пенни с надпечаткой «FEE» («Сбор»). Были подготовлены и другие номиналы, но так и не поступили в обращение, поскольку через год была эмитирована новая серия с номиналами от ½ пенни до 5 шиллингов. Год спустя к этой серии добавились номиналы 10 шиллингов и 1 фунт стерлингов (с помощью надпечатки нового номинала на марках номиналом в 5 шиллингов). В 1890 году на доплатных марках также была сделана надпечатка «FEE» («Сбор»), но эти марки крайне редки. Марки номиналом в 1 шиллинг и 5 шиллингов из серии «Fee» 1887 года известны также с дополнительной надпечаткой «FREE» («Бесплатно») для использования в качестве марок бесплатного сбора. В 1890 году на почтовых марках тех же номиналов была сделана надпечатка «FREE FEE», и они заменили выпуск 1887 года. Тринидад также эмитировал таможенную марку для уплаты пошлины на опиум в 1880-е годы.
Фискальные марки Тринидада также использовались на Тобаго в 1896—1908 годах.

## Тринидад и Тобаго

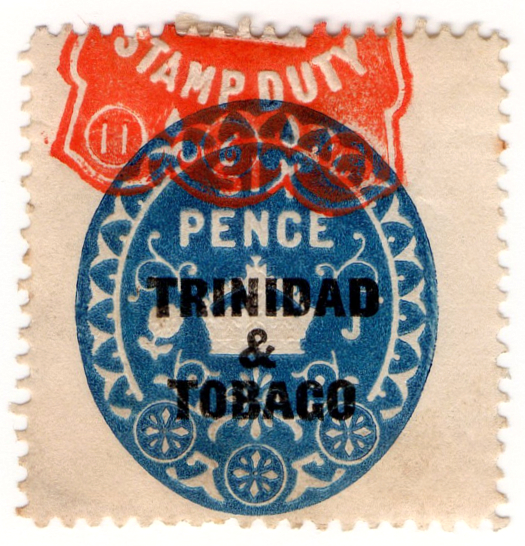
Тиснёная фискальная марка Тринидада и Тобаго

### Фискальные марки
Первый выпуск фискальных марок для обоих островов появился в 1908 году. Он представлял собой британские тиснёные фискальные марки с надпечаткой «TRINIDAD & TOBAGO» («Тринидад и Тобаго») в три строки. Эмиссия аналогичных марок продолжалась до 1925 года, когда были изготовлены новые выпуски с надпечаткой в две строки. В 1935 году вышли марки нового рисунка в десятичной валюте; в этот раз это была не надпечатка на фискальных марках Великобритании, а непосредственно надпись на самих марках: «TRINIDAD AND TOBAGO» («Тринидад и Тобаго»). Позднее в том же году также были отпечтаны три марки, аналогичные почтовым выпускам, но с надписью «REVENUE» («Гербовый сбор»). В 1964 году на некоторых тиснёных фискальных марках 1935 года были надпечатаны новые номиналы.

### Марки национального страхования
Первые марки национального страхования Тринидада и Тобаго были изданы в 1970-х годах. Они продолжали использоваться до тех пор, пока в 1980-х годах не появились несколько новых серий нового дизайна. Большинство марок национального страхования известны только в виде негашёных образцов или с перфином «Specimen» («Образец»). В обоих случаях их источник — архив типографии. Поэтому наверняка не известно, какие именно из этих марок, если таковые вообще были изготовлены, на самом деле поступили для последующего использования.